# Iryna Buj
Iryna Wassyliwna Buj (ukrainisch Ірина Василівна Буй; * 29. April 1995 in Deraschnja, Oblast Chmelnyzkyj) ist eine ukrainische paralympische Biathletin und Skilangläuferin. Bei den Winter-Paralympics 2022 gewann sie die Goldmedaille im 10-Kilometer-Lauf.

## Leben
Sie wurde mit einer angeborenen Fehlbildung der linken Hand geboren. Im Alter von 15 Jahren begann Buj mit dem Sport.

## Karriere
Ihr Debüt auf der internationalen Bühne gab sie im Dezember 2011, als sie an Wettkämpfen im Langlauf und Biathlon teilnahm. 2012 wurde Buj in das paralympische Team der Ukraine aufgenommen. Bei den Winter-Paralympics 2022 in Peking, China, gewann sie die Goldmedaille im 10-Kilometer-Biathlon und Bronze im Langlauf über 7,5 km.
Bei der Weltmeisterschaft 2012 in Vuokatti, Finnland, gewann Buj beim 12,5-km-Biathlon eine Bronzemedaille. Bei den Weltmeisterschaften 2013 in Sollefteå, Schweden, gewann sie Gold und Silber über 10 km bzw. 12,5 km und in Cable 2015 Bronze über 10 km. In Finsterau 2017 erreichte sie drei Bronzemedaillen. Bei den Para-Schneesport-Weltmeisterschaften 2021 gewann sie im Biathlon die Goldmedaille über 12,5 km und die Silbermedaille beim 10-km-Biathlon.